# 纳兹米·法伊兹
纳兹米·法伊兹 （1994年8月16日—），是一名出生于马来西亚的足球运动员，场上司职中场。目前效力马来西亚足球超级联赛俱乐部柔佛DT，也代表马来西亚国家足球队。

## 荣誉

### 俱乐部
雪兰莪
- 马来西亚杯冠军：2015

柔佛DT
- 马来西亚超级足球联赛冠军：2017、2018、2019、2020、2021
- 马来西亚杯冠军：2017、2019
- 马来西亚慈善盾冠军：2018、2019、2020、2021、2022

### 国家队
马来西亚U-23
- 东南亚运动会金牌：2011